# Salutació militar

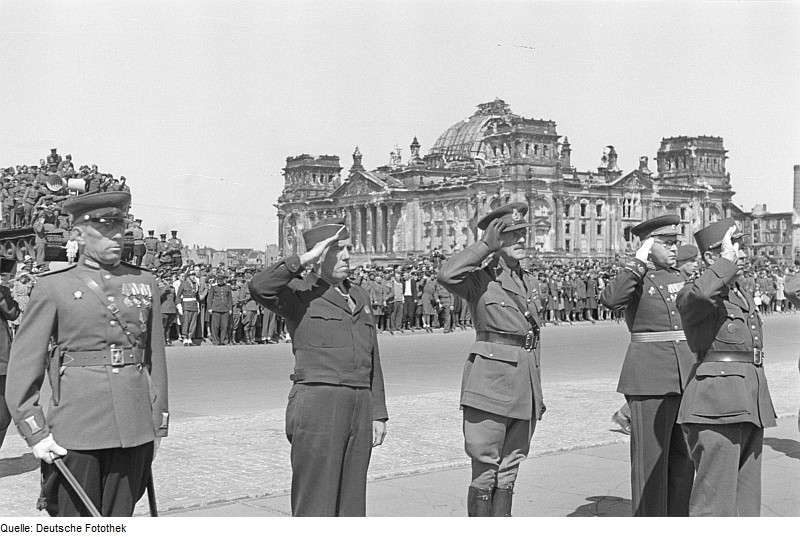
Oficials estatunidenc, britànic, soviètic i francès fent les respectives salutacions militars (el soviètic exemplifica la versió internacional) durant una parada conjunta. Berlín, 1946

La salutació militar és la manera en què se saluden els militars estant de servei. S'efectua amb la mà dreta, tot inclinant el braç, rígid, sobre el front, a l'alçada de la cella, amb els dits junts. En la majoria dels exèrcits, es mostra el dors de la mà. Variants d'aquest model bàsic són:
- el model francès i britànic, mostrant el palmell de la mà;
- el model italià i nord-americà, amb el dors de la mà recte;
- el model polonès, mostrant també el palmell, però fet només amb dos dits, estant els altres plegats.

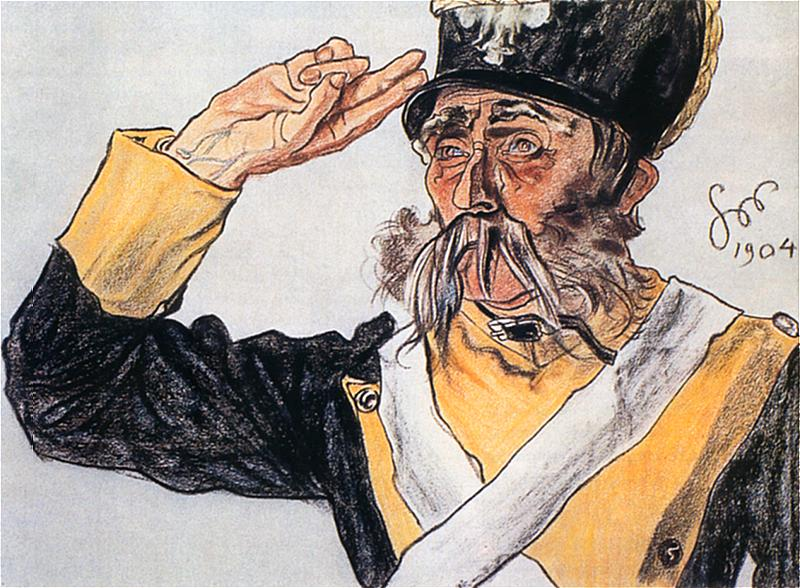
La salutació militar polonesa en un combatent d'època napoleònica. Aquarel·la de Stanislaw Wyspiański

Quan hom duu arma llarga, aquesta salutació militar bàsica se substitueix per una altra: el gest de barrar el cos amb el braç dret recte, mentre el braç esquerre sosté l'arma.
Els estudiosos coincideixen a considerar que la forma actual de salutació militar sorgí a mitjan segle xviii, segons sembla com a estilització del gest de llevar-se el capell al pas d'un superior, forma de salutació militar que l'havia precedida (segles XVI-XVIII).
Durant la guerra civil espanyola, la salutació militar reglamentària a l'Exèrcit Popular de la República era amb el puny tancat.